# Kunsthalle Gevelsberg

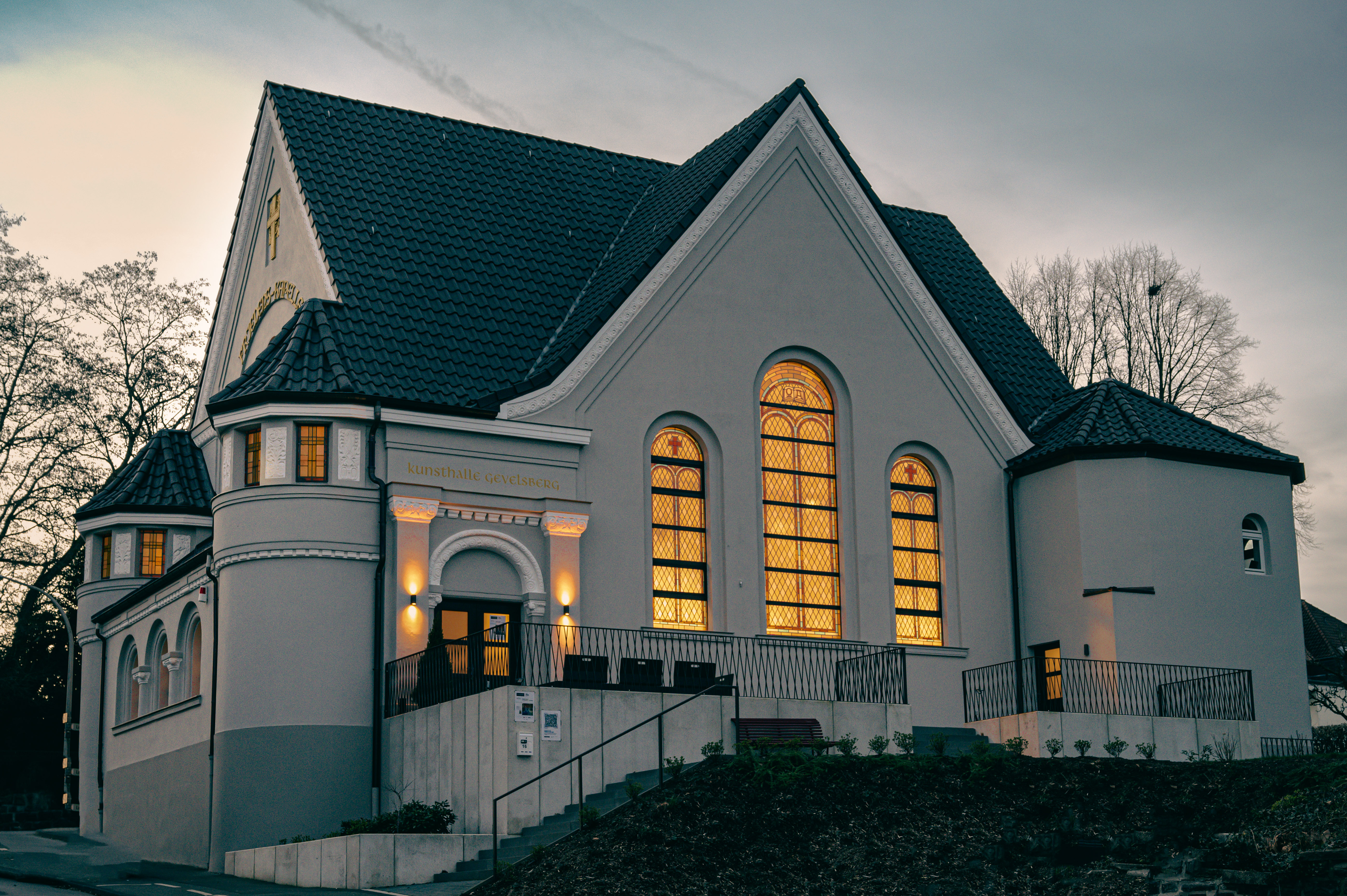
Kunsthalle Gevelsberg früher Friedenskirche

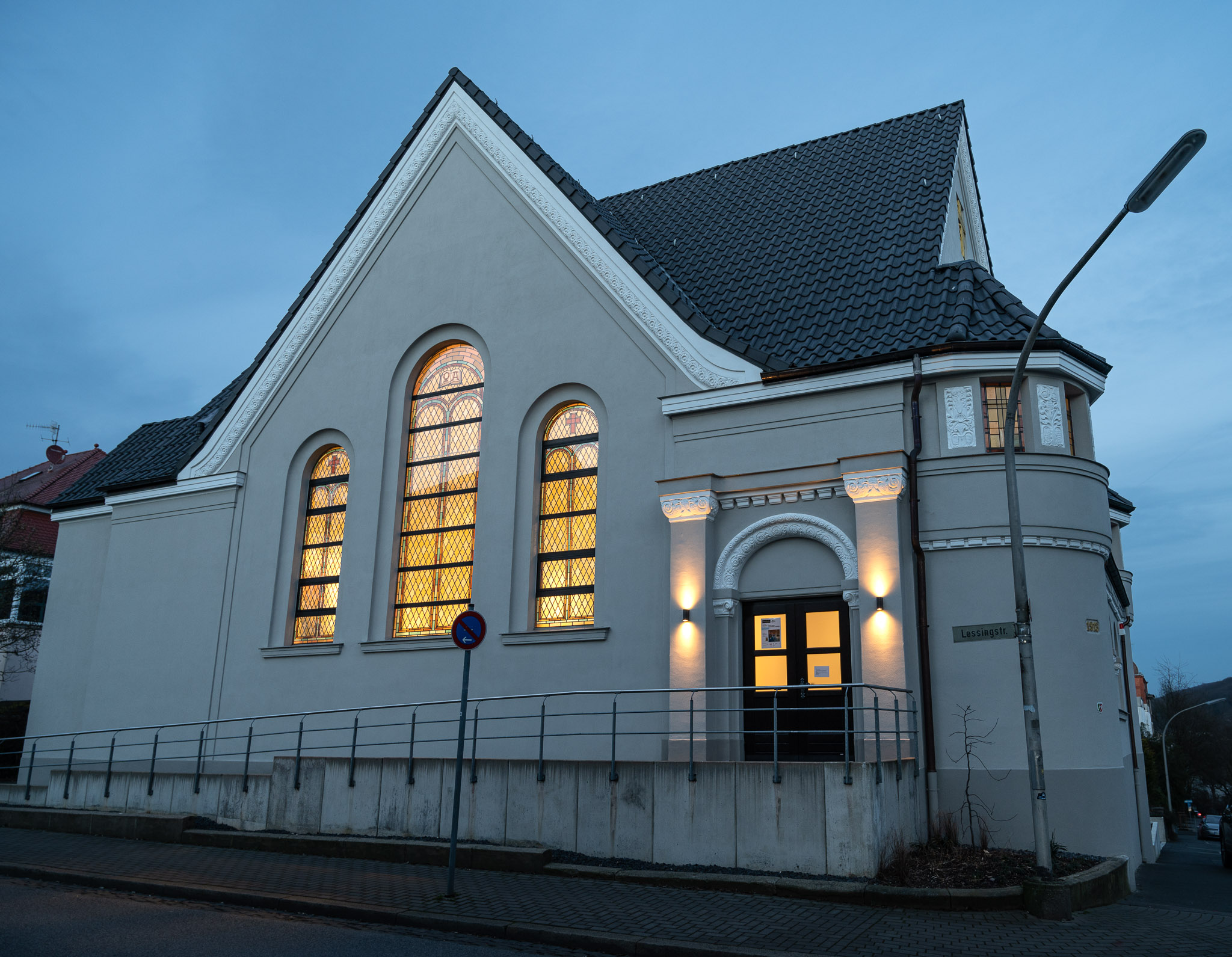
Kunsthalle Gevelsberg, früher Friedenskirche

Die Kunsthalle Gevelsberg ist ein privat getragenes Kunstmuseum in Gevelsberg. In Einzel- und Gruppenausstellungen werden Arbeiten aus den Beständen der Sammlung Hense gezeigt, ergänzt durch Leihgaben von außerhalb.

## Gebäude
Die Kunsthalle befindet sich in der ehemaligen Friedenskapelle der evangelisch-freikirchlichen Gemeinde an der Schillerstraße. Das Kirchengebäude aus dem frühen 20. Jahrhundert, erbaut im Stil des Historismus, wurde 1913 eingeweiht. Das Gebäude selbst steht seit 1986 unter Denkmalschutz.

## Geschichte
Ende 2019 fand nach 106 Jahren der letzte Gottesdienst der Evangelisch-Freikirchlichen Gemeinde in Gevelsberg in der Friedenskapelle statt. In den Jahren 2020/21 wurde das Haus unter Beachtung des Denkmalschutzes aufwändig renoviert. Die Kunsthalle Gevelsberg eröffnete am 20. Juni 2021.
Der Unternehmer Frank Hense sammelt zeitgenössische Kunst. Neben der Kunsthalle Hense in Gescher, die in den Jahren 2018 bis 2022 der Öffentlichkeit zugänglich war, finanzierte er die Kunsthalle Gevelsberg in seiner Geburtsstadt.

## Exponate
Das Haus beherbergt seit 2021 die Sammlung zeitgenössischer Kunst des Bochumer Kunstsammlers Frank Hense (* 1967). Sie umfasst rund 1000 Objekte aus Werkgruppen von Künstlern wie Stephan Balkenhol, Tilo Baumgärtel, Birgit Brenner, Rudy Cremonini, Marcel Dzama, Martin Eder, Paule Hammer, Katrin Heichel, Malgosia Jankowska, Joanna Jesse, Ruprecht von Kaufmann, Yongchul Kim, Fabian Knecht, Rosa Loy, Justine Otto, Neo Rauch, Titus Schade, Cornelia Schleime, Ulrike Theusner oder Thomas Zipp.